# Kornat
Kornat je chorvatský ostrov v Jaderském moři, ve střední Dalmácii. S rozlohou 32,44 km² je 16. největším ostrovem v Chorvatsku a největší ostrov souostroví Kornati.
Je 25,2 km dlouhý a 2,5 km široký. Nejvyšší hora je vysoká 237 m n. m. V největší obci Vrulje je asi 50 domů obydlených v letní sezóně. Ostrov je součástí Národního parku Kornati, který se skládá z celkem 89 ostrovů, ostrůvků a skal. V 19. století byl ostrov známý i jako Insel Incoronata (v němčině) a Krunarski Otok (v chorvatštině). Podle sčítání lidu z roku 2001 žilo na ostrově 7 obyvatel. Pobřeží ostrova je dlouhé 68,79 km. 30. srpna 2007 zde při velkém požáru zahynulo 12 hasičů, což byla největší ztráta v historii chorvatských hasičů. Na jejich památku zde bylo postaveno 12 kamenných křížů.